# Georges Livanos
Georges Livanos, anomenat El grec (Marsella, 25 de setembre de 1923 - 21 de maig de 2004) va ser un alpinista francès d'origen grec.

## Biografia
Després d'una infantesa marsellesa, Georges Livanos descobreix l'alta muntanya a Chamonix l'any 1937 amb 14 anys, així com l'escalada a les calanques de Marsella.
L'essencial de la seva carrera esportiva té lloc entre 1941 i 1971, període durant la qual obre aproximadament 500 vies a les calanques de Marsella, 40 a les Dolomites així com una vintena als Alps occidentals. Repeteix d'altra banda bon nombre de grans itineraris en aquests dos últims massissos.
Georges i la seva dona, Sonia, col·leccionen una impressionant sèrie de primers ascensos, primers ascensos femenins i repeticions que els val el malnom de « parella la més sestogrado del món » (el sestogrado o sisè grau, representa el nivell de dificultat màxima d'escalada fins al final dels anys 1970).
L'any 1941, Georges Livanos efectua diverses primeres ascensions notòries amb Gaston Rébuffat com la Central de la Grande Candelle, « el més llarg 6è dels Calanques ». L'any 1945, inscrit en un camp de muntanya a Jeunesse et Montagne, va aconseguir amb el seu director de curs, Jean Franco, la 3a ascensió del pilar sud dels Ecrinhs en 4 hores.
Els anys següents, Georges Livanos freqüenta el Massís del Mont Blanc on realitza, entre d'altres, l'any 1946 la 5a ascensió de la cara nord de l'agulla dels Grans Charmoz, l'any 1947 la 2a ascensió de la cara nord de la dent del Tauró i l'any 1949 la 2a ascensió de la cara nord de l'agulla de Leschaux.
A partir de 1950, segueix l'essencial de la seva carrera alpina a les Dolomites on realitza moltes primeres ascensions com la Cima Su Alto a la Civetta per a la qual a la seva tornada a Marsella rep la medalla d'or dels esports.

Livanos deixa d'escalar amb 55 anys, l'any 1978. Extret del Postfaci de Au-delà de la verticale (edicions Guérin, 1997): 
| « | L'àguila no persegueix les mosques va dir un dels companys del meu estimat Tartarin. Jo mateix vaig escriure un dia a Robert Paragot: Quan s'ha caçat el lleó, el conill és petit | » |

## Palmarès esportiu
Selecció de palmarès esportiu:
- 1945 - Els Écrins, cara sud, 3a ascensió amb Jean Franco
- 1946 - Agulla dels Grans Charmoz, cara nord, 5a ascensió amb Ch. Magol
- 1947 - Dent del Tauró, cara nord, 2a ascensió amb Robert Gabriel i G. Estornel
- 1949 - Aiguille de Leschaux, cara nord-est, 2a ascensió amb Robert Gabriel
- 1950 - Cima Oest di Lavaredo, 10a ascensió amb Robert Gabriel
- 1951 - Torre di Valgrande, cara nord, 4a ascensió amb Robert Gabriel i Sonia Livanos, 1a femenina
- 1951 - Cima Su Alto (Civetta) amb Robert Gabriel
- 1952 - Punta Rocca (Marmolada), paret sud, via Vinatzer, amb Sonia Livanos, 3a ascensió i 1a femenina
- 1953 - Spigolo oest del Monte Cavallo amb Robert Gabriel
- 1954 - Terranova cara NO, 1a ascensió amb Robert Gabriel i A. Da Roit
- 1956 - Torre di Lago cara NO, 1a ascensió amb Sonia Livanos
- 1957 - Torre Venezia (Civetta), cara O, 1a amb Sonia Livanos
- 1959 - Castello de la Busazza, 1a ascensió amb Roger Lepage
- 1960 - Sciora di Fuori, cara oest, 1a ascensió amb Lepage, Marc Vaucher i Jack Canali, Romano Merendi, Gigi Alippi, Luciano Tenderini
- 1962 - Torre Gilberti - Cima Tosa, 1a ascensió amb Marc Vaucher i Roger Lepage.
- 1963 - Cima de Gasperi cara N, 1a ascensió amb Beppi de Franchesch, Sonia Livanos, Jean Belleville, Maurice Negri i Jacques Martin
- 1964 - Torre Venezia, cara nord oest, 1a ascensió amb F.R. Raybaud
- 1965 - Crozzon di Brenta (Massís de Brenta), cara est, 1a ascensió amb Romanetti i R. Lepage
- 1968 - Cima dell' Elefante, cara sud, 1a ascensió amb Sonia Livanos, Marc Vaucher i Jean Max Bourgeois
- 1971 - Cima Su Alto, via Livanos, repetició 20 anys després amb Sonia Livanos

## Guardons
- 1951 - Medalla d'or dels esports
- 2002 - Georges i Sonia Livanos reben el « Pelmo d'Oro », prestigiós « oscar » dels alpinistes italians per a la seva carrera d'alpinistes

## Publicacions
Famós per les seves gestes a la muntanya, ho era també pel seu caràcter i el seu humor que s'expressaven regularment a les revistes alpines, així com en dos llibres que ja són uns clàssics de la literatura alpina. Avui encara, aquests dos relats són referència en els escaladors de totes les generacions. 
| « | Per a mi l'ideal és començar des de baix, arribar a la part superior i tornar al fons. I no gaire ràpid .. | » |

- Au-delà de la verticale, Arthaud, París, Grenoble 1958; reedició per Edicions Guérin l'any 1997
- Cassin: era una vegada el sisè grau, Col. Altitudes dirigida per Michel Schulman - Edicions Arthaud - París 1983 Biografia de Riccardo Cassin

### Pel·lícules
- Le grec de Jean Afanassieff rodada l'any 1994. Extret d'un article de Yvan Audouard (Le Canard enchaîné, 23 de novembre de 1994) escrit després d'haver vist el film :

| « | En aquests ulls, hi ha tota la ironia i l'humor d'algú que mai no ha parat d'escalar sense trepitjar ningú, que no ha volgut mai sorprendre a ningú, sobretot ni a ell mateix. L'espectacle d'un home que no ha conquerit la seva felicitat a costa d'altres, ... d'un home que no s'ha convertit en una estrella, sinó un mestre perquè mai va deixar de ser ell mateix i que mai no va tenir cap altra ambició que trobar la felicitat a la Terra. Per a ell i pels altres | » |

- Una armella de més, sobre la pista de Georges Livanos, 52 minuts, rodada l'any 2018, per Y.N. Productions, La Cuisine Aux Images, realitzada per Bruno Peyronnet amb la participació de MB Live.[10]